# 児童学
児童学（じどうがく、英: Pedology）は、子供の行動や発達に関する学問。児童心理学や教育心理学に隣接した領域であるが、芸術や教育学とは区別される。

## 歴史
18世紀後期に心理学から枝分かれした。1893年にオスカー・クリスマンが「Pedology」と命名。スタンレー・ホールらが研究の基礎を築いた。19世紀後期のヨーロッパでは、自然科学的手法で子供の行動の研究がおこなわれるようになった。1909年に、カジミェシュ・トヴァルドフスキらがオーストリア＝ハンガリー帝国（現・ウクライナ）のリヴィウで児童学の学会を開催。1910年にはクラクフで同様の学会が持たれる。1911年にはベルギーのブリュッセルで第1回児童学世界大会が開催され、22カ国が参加したが、第1次世界大戦により、ヨーロッパでの児童学研究に終止符がうたれた。研究が未成熟であるため、共通な研究手法などが確立していない面もある。

### ロシアにおける研究
ロシアでは、サンクトペテルブルクのアレクサンドル・ネチャーエフ（Александр Петрович Нечаев）らにより研究が進められ、1901年に児童学の教育実験が試みられた。ウラジミール・ベフテレフ (Vladimir Bekhterev) は児童学研究の一環で、脳と心理学の研究機関を設立した。ソビエト連邦となった1920~1930年代、レフ・ヴィゴツキーの支持者により児童学情報誌"Педология"（児童学）が発行されたが、過剰な実験による批判があったことから、ソ連共産党中央委員会より1936年7月4日に正式に禁止命令「教育人民委員部の系統における児童学的偏向について」がなされた。この決定により、子どもの知能の発達研究が停滞したが、1956年ソビエト共産党第20回党大会においてスターリン個人崇拝批判がなされ、その後『ソビエト教育学』1956年12月号誌上に、グリゴーリー・コスチュークにより提案論文「子どもの教育と発達との相互関係について」が掲載されて、約一年にわたる討論が行われ、同時に、児童研究における知能発達の追究が再開されることとなった。

## 現代の児童学
子供の発達や保育の手法などについて総合的に研究する学問として、基礎研究分野の児童心理学・児童福祉学・児童文化学・児童保健学、専門研究分野の児童保育学・発達臨床学・幼児発達学・児童環境学を統括する。
児童学を学ぶには、大学などの教育機関を選択する方法がある。
2002年に鎌倉女子大学がわが国初となる「児童学部」「児童学科」を設立して以来、各大学に同様の学部や学科が設立されている。中には、「子ども学部」、「子ども学科」などの類似名を掲げた学府も存在する。
なお、大学院課程においては児童学研究科などが存在する。